# ラブハンバジョ

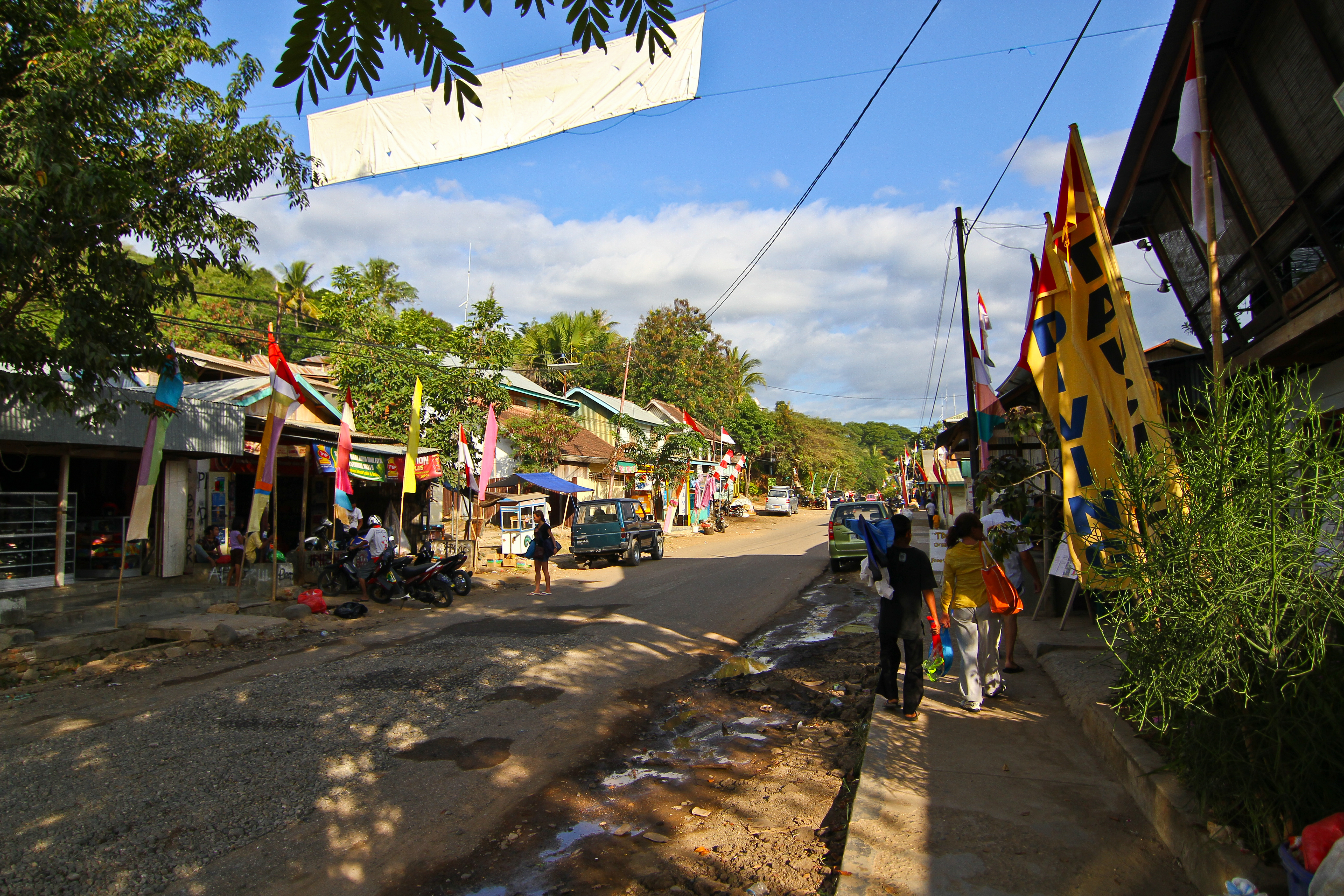
ラブハンバジョ

ラブハンバジョ (インドネシア語：Labuhanbajo) は、インドネシア、東ヌサ・トゥンガラ州、フローレス島 (インドネシア)の最西端の港町。ラブアンバジョ（Labuanbajo）とも書く。西マンガライ県の県都。インドネシア語で、バジャウ人（BajoまたはBaja）の港（Labuhan）という意。バジャ人とは、舟で一生を過ごす漂海民のこと。周辺の漁師はバジャウ人の血が流れているといわれている。コモドオオトカゲの生息するコモド島､リンチャ島への船が出ており、その中継点となり空港（コモド空港）もある。付近の海には、ジンベイザメが生息し、ダイビングのポイントとなっている。
コモド空港があり、バリ島、デンパサールからメルパチ航空が、ビマ経由のプロペラ機で就航している。ほかにもジャカルタ、ビアク島、ジャヤプラ、マカッサル、マノクワリ、マタラム（州都）間に就航している。また、スンバワ島のサパとフェリーで結ばれている。